# 台東区立桜橋中学校
台東区立桜橋中学校（たいとうくりつ さくらばしちゅうがっこう）は、東京都台東区今戸2丁目にある公立中学校である。

## 沿革
- 2002年（平成14年）
  - 4月1日 - 蓬莱中学校と今戸中学校を統合し、開校。当面は、旧蓬莱中学校校舎を仮校舎に充てた。同日、校旗と校歌を制定。初代校長に杉山政一が着任。ティーチングアシスタントモデル校となる。
  - 4月8日 - 開校式挙行。
  - 6月16日 - 開校記念式典挙行。
- 2003年（平成15年）4月1日 - 今戸2丁目1番8号の現在地に新校舎竣工。
- 2004年（平成16年）4月1日 - 学力向上フロンティアスクール及び放課後学習チューター配置校となる。
- 2013年（平成27年）4月1日 - オリンピック・パラリンピック教育推進校。
- 2023年（令和5年）1月 - 全教科 人権尊重教育推進指定校となる[2]。

## 学校行事
- 4月 - 入学式
- 5月 - 2学年霧ヶ峰移動教室、3学年修学旅行
- 6月 - 運動会
- 8月 - 霧ヶ峰林間学園
- 10月 - 文化祭
- 12月 - 2学年台東区音楽鑑賞教室
- 3月 - 2学年・1学年校外学習、3学年卒業遠足、卒業式

## 通学区域
出典
- 今戸1丁目（全域）
- 今戸2丁目（全域）
- 浅草3丁目（1番～3番・25番～30番）
- 浅草4丁目（1番～4番・48番・49番）
- 浅草5丁目（1番～3番・43番～48番・60番～73番）
- 浅草6丁目（全域）
- 浅草7丁目（全域）
- 東浅草1丁目（全域）
- 東浅草2丁目（全域）
- 千束4丁目（1番～10番・11番(15号～22号)・34番～39番・50番・51番）
- 日本堤1丁目（全域）
- 日本堤2丁目（1番～35番）
- 橋場1丁目（全域）
- 橋場2丁目（全域）
- 清川1丁目（全域）
- 清川2丁目（全域）

## アクセス
- 都営バス「東42-1」・「東42-2」・「東42-3」の各系統で、
  - JR東日本東京駅・東神田・東武鉄道東武浅草駅方面から、
    - 「東42-3」系統で、「今戸1丁目」停留所下車後、徒歩約330m・約5分。
    - 「東42-1」・「東42-2」の各系統で、「今戸」停留所下車後、徒歩約560m・約9分。

  - JR東日本・東京メトロ・東武鉄道・つくばエクスプレス南千住駅（西口）・都営バス南千住車庫方面から、
    - 「東42-3」系統で、「桜橋中学校前」停留所下車後、徒歩約75m・約1分。
    - 「東42-1」・「東42-2」の各系統で、「今戸」停留所下車後、徒歩約540m・約8分。

  - 「東42-3」系統は、本校付近で、浅草雷門発と南千住車庫発で、運行ルートが異なる。

## 学校周辺
- 安昌寺 - 敷地が隣接。
  - なお、学校周辺には、安昌寺以外の寺院も点在する。
- 東京都道314号言問大谷田線
- 隅田川
  - 桜橋
  - なお、学校付近では、台東・墨田の区境線となっている。
- 台東リバーサイドスポーツセンター
- 東急リバブル浅草ロイヤルマンション
- 台東区区役所社会教育センター社会教育館